# Duranteae
Duranteae Benth., 1839 è una tribù di piante spermatofite, dicotiledoni appartenenti alla famiglia delle Verbenaceae.

## Etimologia
Il nome della tribù deriva dal suo genere tipo Duranta L., 1753 il cui nome è stato dato in ricordo di Castor Durantes (morto nel 1590), medico e botanico di Roma.  Il nome scientifico della tribù è stato definito dal botanico inglese George Bentham (1800 - 1884) nella pubblicazione "Annals and Magazine of Natural History, including Zoology, Botany, and Geology -  ser. 1, 2: 448. Feb 1839." del 1839.

## Descrizione

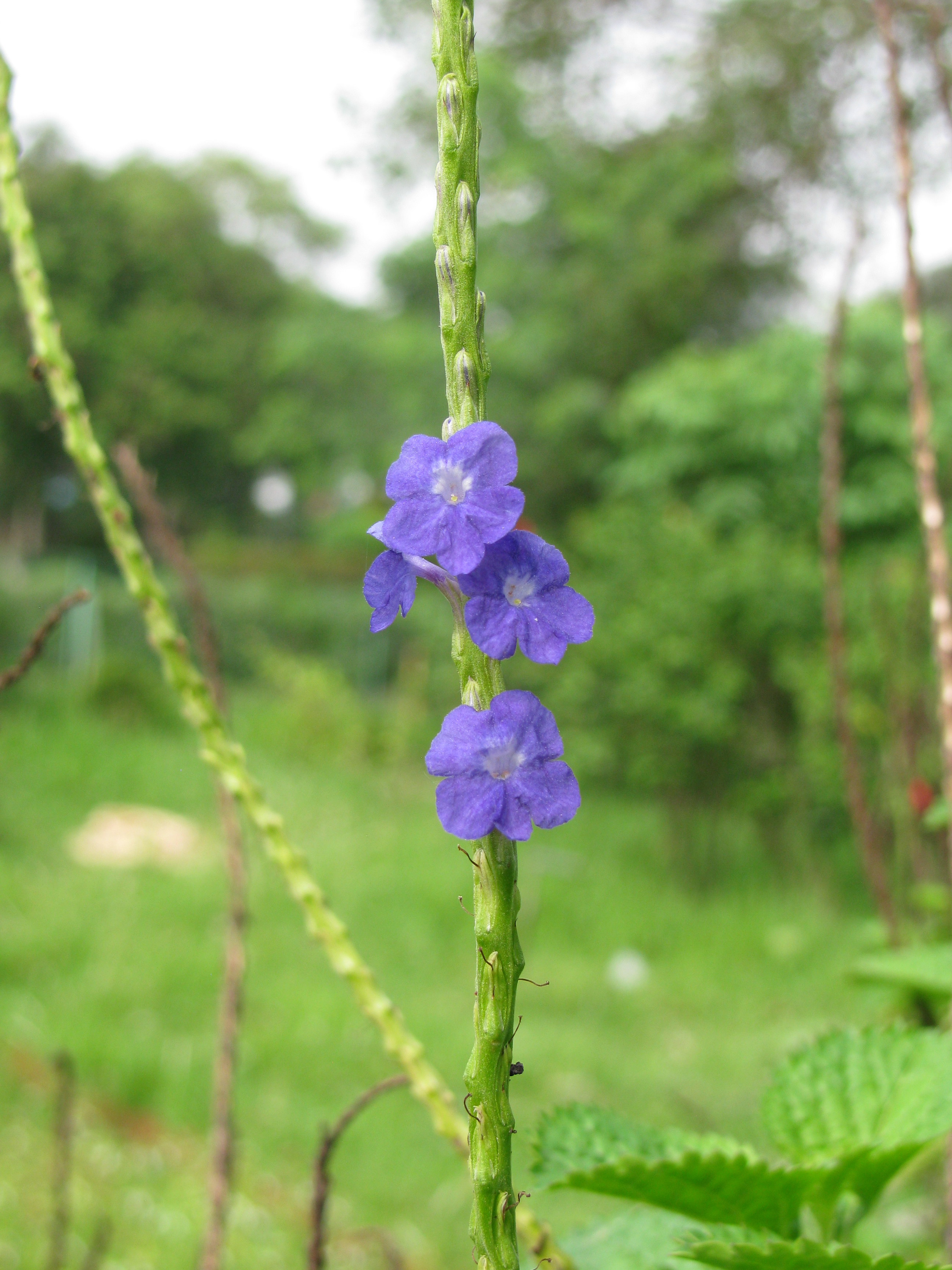
Il portamento
Stachytarpheta australis

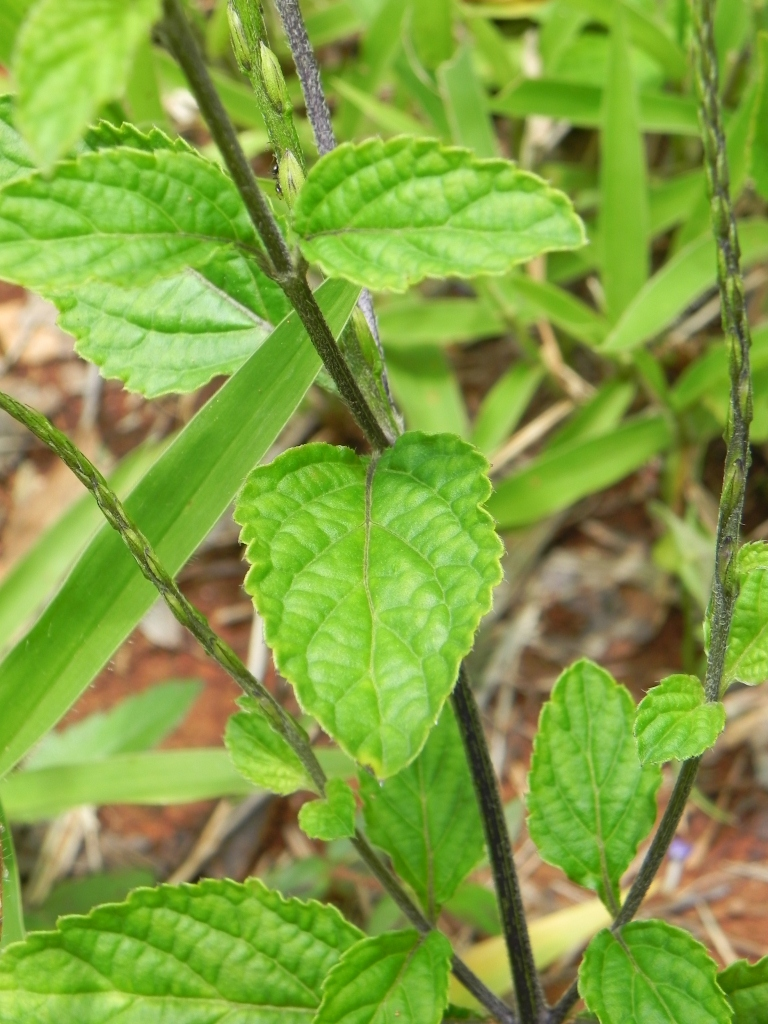
Le foglie
Stachytarpheta cayennensis

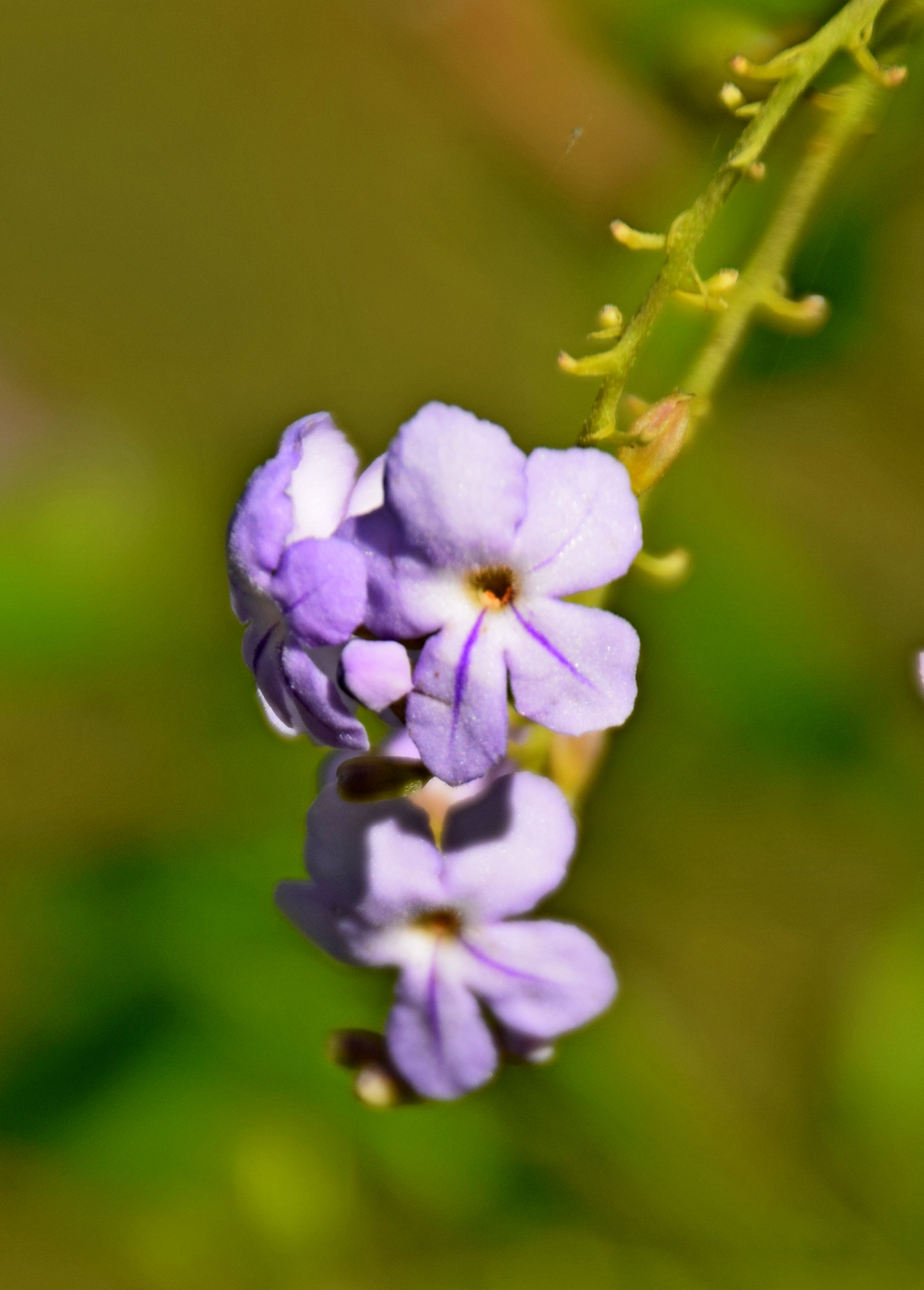
Infiorescenza
Duranta serratifolia

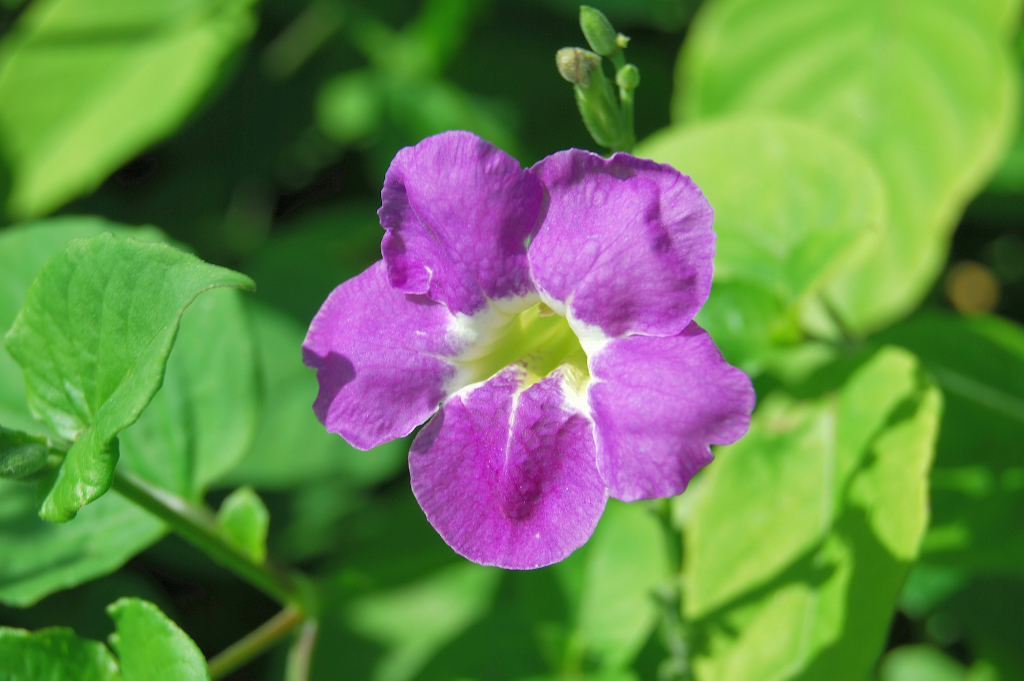
I fiori
Jamaica vervain

- Il portamento delle specie di questa tribù è erbaceo perenne spesso legnoso alla base o formato da bassi arbusti, ma anche da piccoli alberi. Gli arbusti a volte sono spinosi. I fusti sono eretti o rampicanti (in Duranta) e possono avere una sezione quadrangolare a causa della presenza di fasci di collenchima posti nei quattro vertici, mentre le quattro facce sono concave. Non sono presenti piante aromatiche a parte Stachytarpheta; mentre possono essere presenti composti iridoidi (glicosidi fenolici).[6][7][8][9][10]
- Le foglie lungo il caule hanno una disposizione opposta o subopposta (a 2 a 2); a volte la disposizione è verticillata. Ogni verticillo fogliare è ruotato di 90° rispetto a quello sottostante. La lamina è semplice con bordi dentati, crenati o seghettati; la superficie è venata in modo pennato.
- Le infiorescenze di tipo spicato sono terminali o ascellari; sono inoltre allungate (o corte), lasse o raccolte. In Verbenoxylum le infiorescenze sono solitarie. Nell'infiorescenza sono presenti delle brattee piccole e filiformi; più grandi in Stachytarpheta. I fiori sono sessili o brevemente pedicellati.
- I fiori, ermafroditi, sono tetraciclici (ossia formati da 4 verticilli: calice– corolla – androceo – gineceo) e pentameri (i verticilli del perianzio hanno più o meno 5 elementi ognuno).

- Formula fiorale. Per la famiglia di queste piante viene indicata la seguente formula fiorale:

X, K (5), [C (2+3), A 2+2 o 2] G (2), (supero), drupa/2 nucule
- Il calice gamosepalo ha una forma strettamente tubolare (non piatta, a volte gonfiata) oppure campanulata e termina con 2 - 4 - 5 lobi (calice attinomorfo). Il calice può essere persistente. Il frutto è racchiuso nel calice in Chascanum,  Recordia, Stachytarpheta e Duranta.

- La corolla gamopetala e più o meno attinomorfa ha una forma ad imbuto o crateriforme con i lobi (5) patenti o obliqui. In Duranta la corolla è quasi zigomorfa (più o meno bilabiata). Il tubo può essere diritto o lievemente incurvato. Tutta la corolla può essere pubescente; all'interno della gola sono presenti dei peli ghiandolari (caratteristica comune anche alle "labiate" che ha lo scopo di impedire l'accesso ad insetti più piccoli e non adatti all'impollinazione). Il colore della corolla è porpora, rosa, malva, blu, giallo, rosso, violetto o bianco. In Recordia la corolla è fortemente profumata.

- L'androceo è composto da quattro stami subdidinami fertili, inclusi (in Recordia quelli posteriori sono sporgenti - in Stachytarpheta gli stami fertili sono 2 più due staminoidi) e adnati nella metà superiore del tubo della corolla (sono epipetali) oppure nella metà della corolla. Può essere presente (Duranta - Recordia) un quinto stame ridotto a staminoide. Le antere sono dorsofisse; il tessuto connettivo è dilatato. Le teche sono introrse e parallele o subparallele e lievemente divergenti alla base, oppure completamente divergenti. La deiscenza è longitudinale. Un disco nettarifero è presente attorno all'ovario. La struttura del polline varia notevolmente da genere a genere:

- Duranta: i granuli pollinici sono generalmente tricolpoporati (raramente 4-colpoporati); la forma varia da suboblata (l'asse polare è più corto di quello equatoriale) a prolata (l'asse polare è più lungo di quello equatoriale).
- Bouchea: i granuli pollinici sono 3-colpoporati con forme da subprolate a prolate; i pori hanno forme e dimensioni varie con ispessimenti anulari.
- Chascanum: i granuli pollinici sono generalmente tricolpoporati (normalmente brevi-colpati) con forme da prolate/sferoidali a subprolate; le aperture sono strette (tipo fessura) in posizione equatoriale, raramente con ramificazioni apicali o laterali.
- Recordia e Verbenoxylum: i granuli pollinici sono generalmente tricolpoporati con forme da suboblate a oblate/sferoidali (raramente sono prolate sferoidali). La circonferenza equatoriale è lievemente concava.
- Stachytarpheta: i granuli pollinici sono tricolpati con forme oblate.

- Il gineceo è formato da un ovario supero bicarpellare. I carpelli sono due connati (ovario sincarpico) o 4-carpellare in Duranta. I carpelli sono biloculari per la presenza di un falso setto mediano con 2 - 4 - 8 ovuli. Normalmente l'ovario è glabro, raramente è peloso all'apice. Gli ovuli, a placentazione assile, sono subanatropi, fissati nella parte superiore del loculo (il falso setto) in modo pendente (ovuli penduli); inoltre hanno un tegumento e sono tenuinucellati (con la nocella, stadio primordiale dell'ovulo, ridotta a poche cellule). Lo stilo è indiviso e terminale o debolmente 2-4-lobato. Lo stigma è obliquo e capitato. Lo stilo può essere deciduo o persistente.

- I frutti sono degli schizocarpi subcarnosi (quasi secchi) e alati all'apice (Bouchea - Chascanum - Stachytarpheta), carnosi in Verbenoxylum oppure delle drupe a 4 pireni con due semi ciascuno (Duranta - Recordia).

## Riproduzione
- Impollinazione: l'impollinazione avviene tramite insetti (impollinazione entomogama)[16] ma ai tropici anche tramite uccelli quali colibrì (impollinazione ornitogama).[10]
- Riproduzione: la fecondazione avviene fondamentalmente tramite l'impollinazione dei fiori (vedi sopra).
- Dispersione: i semi cadendo (dopo aver eventualmente percorso alcuni metri a causa del vento - dispersione anemocora) a terra sono dispersi soprattutto da insetti tipo formiche (disseminazione mirmecoria). Sono possibili anche dispersioni tramite animali (disseminazione zoocora).[6]

## Distribuzione e habitat
La distribuzione delle specie di questo gruppo è prevalentemente americana con habitat tropicali e subtropicali. Un genere (Chascanum) si trova nel Vecchio Mondo.

## Tassonomia
La famiglia di appartenenza (Verbenaceae), comprendente 34 generi con oltre 1200 specie (secondo altri Autori 36 generi e 1035 specie), è suddivisa in 8 tribù. La distribuzione è praticamente cosmopolita con un habitat che varia da quello tropicale a quello temperato. L'appartenenza della famiglia all'ordine delle Lamiales è consolidata a parte alcune differenze morfologiche quali l'infiorescenza non verticillata (comune nelle altre famiglie dell'ordine) e la posizione dello stilo (terminale e non ginobasico).

### Filogenesi

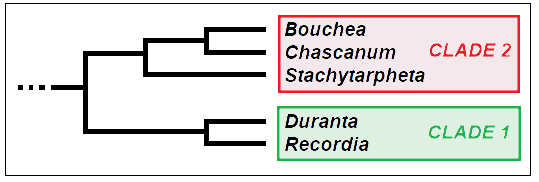
Cladogramma della tribù

Studi molecolari di tipo filogenetico dimostrano che la tribù è un raggruppamento monofieletico. Al suo interno possono essere individuati due cladi: (1) uno contenente i generi Duranta e Recordia e l'altro (2) i generi Stachytarpheta, Bouchea e Chascanum. Il secondo clade differisce dal primo (formato da arbusti e bassi alberi) soprattutto per la presenza di erbe o arbusti bassi con frutti secchi divisi in due mericarpi a maturità (sono derivati da un ovario unicarpellare in quanto l'altro carpello ha abortito) e l'assenza di un quinto stame (staminoide). Bouchea e Chascanum formano un "gruppo fratello" la cui diversa evoluzione morfologica è stata influenzata dalle due aree separate di distribuzione: America per Bouchea, Africa e Asia per Chascanum (speciazione allopatrica).
Dei tratti sinapomorfici sono stati rilevati per il secondo clade (Stachytarpheta, Bouchea e Chascanum), ossia l'abitudine suffrutescente, i fiori pedicellati e l'assenza di uno staminoide adassiale. Viceversa non sono state trovate delle chiare sinapomorfie per l'intera tribù.
Secondo alcuni studi la tribù Duranteae è il secondo gruppo (dopo la tribù Petreeae) che si è evoluto indipendentemente dalla famiglia con una età valutata di circa 42 milioni di anni. Duranteae è "gruppo fratello" al resto della famiglia Verbenaceae.
Il cladogramma a lato tratto dallo studio citato mostra la struttura filogenetica della tribù.

### Composizione della tribù
La tribù si compone di 6 generi e circa 150 - 190 specie:
| Genere                    | Specie                                             | Distribuzione                                                                |
| ------------------------- | -------------------------------------------------- | ---------------------------------------------------------------------------- |
| Bouchea Cham., 1832       | Circa 9                                            | Dagli Stati Uniti (meridionali) all'Argentina                                |
| Chascanum E. May., 1838   | Circa 27                                           | Dall'Africa al Madagascar, Arabia e India                                    |
| Duranta L., 1753          | Circa 20                                           | America (tropicale e subtropicale)                                           |
| Recordia Moldenke, 1934   | Una specie: Recordia boliviana Moldenke            | Bolivia                                                                      |
| Stachytarpheta Vahl, 1804 | 90 - 130                                           | America (tropicale e subtropicale). Poche specie sono naturalizzate altrove. |
| Verbenoxylum Tronc., 1971 | Una specie: Verbenoxylum reitzii (Moldenke) Tronc. | Brasile                                                                      |

Note: Svensonia Moldenke, 1936 è considerato sinonimo di Chascanum e Ubochea Baill., 1892 è considerato sinonimo di Stachytarpheta. Verbenoxylum è considerato sinonimo di Recordia.